# E-kereskedelem
Az elektronikus kereskedelem (vagy e-kereskedelem) az árucikkek és szolgáltatások elektronikus úton - elsősorban az interneten és számítógépes hálózatokon - való eladása, vásárlása, illetve cseréje. Azokat a honlapokat, amelyek fő profilja bizonyos árucikkek értékesítése, webshopnak vagy webáruháznak nevezzük. (További ismert elnevezések: online bolt, online áruház.) Az e-kereskedelem kialakulását a számítástechnika és olyan technológiák fejlődése tette lehetővé, mint az elektronikus fizetés, az internetes marketing, az online tranzakciók feldolgozása, az elektronikus adatcsere vállalkozások között, illetve az automatikus készletkezelési technológiák.
Az e-kereskedelem általában az internetes kapcsolatra épül az eladó és a vevő között, legalább a vásárlási folyamat egyik szakaszában, de magában foglalhat más technológiákat is, mint pl. e-mail, mobil számítástechnikai eszközök (mobiltelefon, táblagép), telefonok.
Az e-kereskedelmen belül több tevékenységcsoportot lehet elkülöníteni:
- webshopok vagy webáruházak, amelyek elsősorban árucikkek, szolgáltatások eladásával foglalkoznak
- demográfiai adatok gyűjtése és elemzése a webáruházak látogatóiról
- elektronikus adatcsere az e-kereskedelem résztvevői (vállalat, webszolgáltató, fizetést bonyolító bank, szállító vállalat) között
- e-mail, fax, sms vagy más elektronikus kommunikációs módszer használata a (lehetséges) vásárló megszólítására
- vállalatok közötti közvetlen (business-to-business) e-kereskedelem
- az e-kereskedelmet lehetővé tévő technológiák, biztonsági rendszerek fejlesztése, karbantartása

2017-ben két milliárd ember mobil e-kereskedelmi tranzakciót hajtott végre.

## Webáruházak, webshopok
A hagyományos kereskedelemtől eltérően a webáruházakban lényegében megfoghatatlan formában találkozhatunk a termékekkel, gyakran csak egy apró képet láthatunk, jó esetben többet, kinagyíthatóakat, illetve hol szegényes, hol részletgazdag leírást kapunk az áruról. Az emberek szívesebben vesznek olyan dolgokat, amiket meg tudnak fogni, érezhetik az anyagát, felpróbálhatják stb. Éppen ezért hazánkban manapság továbbra is azokat a termékeket szeretik a vásárlók az internetről rendelni, ahol az előbb felsorolt dolgok nem lényegesek a vásárlás szempontjából. Ilyen cikkek a DVD-k, könyvek, egyszerűbb háztartási cikkek, valamint az olyan termékek, amelyeket az ember általában szégyell boltban megvenni (elsősorban szexuális segédeszközök, filmek). Ezeket legtöbbször postai úton, utánvéttel lehet megvásárolni. Külföldön, főleg az Egyesült Államokban már viszonylag régóta népszerű vásárlási forma az internetről rendelés. Kiforrott a vásárlási fegyelem, nagyobb bizalommal fizetnek – akár egy autó teljes értékét – bankkártya segítségével. Itthon ez még kevésbé divatos. Ami biztos: törvényben van rögzítve, hogy áfás számlát minden esetben ki kell állítani a vásárlásról. A fizetés történhet utánvéttel, bankkártyával, készpénzzel és átutalással. A szállítás történhet postával vagy futárszolgálattal, de lehetőség van az árut személyesen is átvenni, ha az adott webáruház felkínálja ezt a választást.
A webáruházak nagy részénél lehetőség van értékelni, véleményt írni a termékekről. Akik véleményt írnak, azok általában vagy nagyon elégedettek, vagy épp nagyon elégedetlenek az adott termékkel. A vásárlók döntését pedig igencsak tudja befolyásolni, hogy egy-egy árucikkről milyen vélemények jelennek meg, és ha bőséges a választék, akkor bizony a „leszólt” termékekből elég kevés fog fogyni.
A webáruházak életben maradását számos tényező befolyásolja, amit a kereskedőknek feltétlenül szemmel kell tartaniuk.

## Technikai és szervezeti tényezők

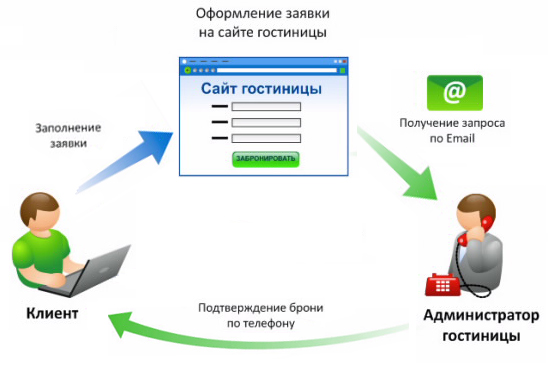
Az e-kereskedelem vázlata

- Meg kell teremteni az egyszerű és biztonságos rendelés lehetőségét. A világban összességében a vásárlások 90%-ának ellenértékét online bankkártyás fizetéssel egyenlítik ki, mely során megadják a bankkártya számát. Magyarországon ez az arány nem haladja meg a 10%-ot, mivel a vásárlók félnek a kártyaszámukat megadni. (Pedig az internetes fizetés teljesen biztonságos, ugyanis a felelősség nem a vevőt terheli, ő a vásárlást követő 180 napon belül visszavonhatja az internetes fizetéseket.)
- Megbízható működés. Az emberek bizalmatlanabbak az olyan áruházakkal szemben, melyek hol működnek, hol nem.
- Kialakult üzleti modellt (stratégiát) sugall
- Lehetőleg a legfejlettebb technológiát használja és így a hagyományos vásárlási élményhez a legjobban közelít (ilyen például amikor egy terméket az egér segítségével teljesen körbe tudunk forgatni, így minden oldalról megfigyelhetjük)
- Naprakészen frissíti a termékskáláját és lépést tart a vásárlói igényekkel, reagál az esetleges gazdasági, szociális vagy fizikai környezet változásaira.
- Kellemes a megjelenése: ízléses színvilággal, grafikákkal, fotókkal rendelkezik, nincs túlzsúfolva, így a vásárlók szívesebben térnek vissza máskor is, akár néha csak nézelődni
- A megjelenített termékekből lehetőleg mindig tart raktáron, így a vásárlónak nem kell csalódnia
- A termékei a kiszállítás után nem okoznak csalódást, működőképesek és/vagy hibátlanok.

## Vásárló-orientált működési tényezők
- A termékek vagy termékvonalak a hagyományos boltokban kaphatóknál kedvezőbb áron való árusítása
- Felhasználóbarát működési mechanizmusok (például a termékek néhány kattintással megrendelhetőek legyenek, illetve gyorsan lehessen köztük keresni)
- Motiváló tényezőket biztosítani a vásárlóknak, hogy később is itt vásároljanak (kuponok, ajándékok, leárazások)
- Személyre szabott vásárlási élmény biztosítása (például a weboldal többféle színvilággal böngészhető, a korábbi vásárlások alapján olyan termékeket kínál fel, amelyek érdekelhetik a vevőt)
- Közösségi élmény érzetét nyújtja (a korábban leírt vásárlói vélemény írásának lehetősége, fórumok, esetleg chat szobák biztosítása)
- A webáruház saját imázsa az egész vásárlási folyamat alatt jelen van, (például a kiszállított termék egyéni kialakítású és grafikájú dobozban érkezik)
- A vásárló képes legyen önállóan eligazodni az áruházban. Ehhez tapasztalt emberek által létrehozott menürendszert és felületet érdemes használni, illetve környezetfüggő súgók beiktatása célszerű.

## Az elektronikus kereskedelem problémái, nehézségei
- A vásárlók félreismerése, az hogy mit és hogyan szeretnek vásárolni. Még a legjobban hangzó márkákat és legtetszetősebb termékeket sem lehet eladni a weben, ha a kereskedők elszámítják a vásárlók elvárásait, szokásait vagy motivációját. Irányított piackutatással legtöbbször ez kiküszöbölhető.
- Nagyobb webáruházak esetén tapasztalt szakemberek hiánya. Egy sor cég olyan embereket alkalmaz, akik keveset tudnak az internetről, az emberek böngészési szokásairól.
- A versenyhez való akaraterő hiánya. Sok cég épít Amazon.com-hoz hasonló webáruházakat, de a vásárlók nem érzékelik a versenyt és így végül nem térnek vissza többé.
- A versenykörnyezet várható reakcióinak megjóslására való képtelenség. Mit fognak lépni a versenytársak? Bevezetnek-e újabb márkákat?
- Bevezetnek-e újabb szolgáltatásokat? Megpróbálják-e elcsalogatni a vásárlókat? Kitör-e az árháború? A versenytársak megismerésével, piackutatással mindez megelőzhető.
- A működéshez szükséges erőforrások félrebecsülése. Milyen szoftver- és hardvereszközök, humán erőforrások szükségesek az optimális működéshez? Ennek megelőzéséhez átfogó erőforrás-tervezésre és munkaerő-képzésre lehet szükség.
- A legfelső cégvezetés érdeklődésének, motivációjának hiánya. Ez legtöbbször ahhoz vezet, hogy egy bizonyos feladat megvalósításához nem gyűlik össze megfelelő mennyiségű anyagi forrás. Megelőzhető, ha a csúcsvezetést a fejlesztőcsapat már az elején bevonja a munkába.
- Az elkészítéshez szükséges idő alábecslése. Egy elektronikus áruház kialakítása sok időt és pénzt emészthet fel, ennek elszámítása pedig még többe kerülhet. Alapvető projekt-tervezés, és fejlett analízis módszerek használatával ez kiküszöbölhető.
- A projekt-terv követésének meghiúsulása. A kezdeti terv hanyag követése problémákat idézhet elő. Legalább a nagyobb lépések figyelésével többnyire megelőzhető.